# Philodendron
A Philodendron az egyszikűek (Liliopsida) osztályának hídőrvirágúak (Alismatales) rendjébe, ezen belül a kontyvirágfélék (Araceae) családjába és a kontyvirágformák (Aroideae) alcsaládjába tartozó nemzetség.

## Tudnivalók
2015 szeptemberétől a World Checklist of Selected Plant Families 489 fajt sorol be a Philodendron nemzetségbe. Más források viszont egyéb számokat adnak. Ezt a növénynemzetséget eddig csak keveset tanulmányozták, számos faj le sincs írva. Sokukat dísznövényként termesztik. A taxonnév a görög philo = „barát” és dendron = „fa” szavak összevonásából jött létre.

## Előfordulásuk
A Philodendron-fajok az Amerikákban és a Karib-térségben őshonosak. A trópusi éghajlatot kedvelik, és ott számos élőhelyen megélnek; például: a nedves esőerdőkben, mocsarakban, folyópartokon, útszéleken és sziklás oldalakon. Tengerszinten és e fölött 2000 méteres magasságban is fellelhetők. E növénynemzetség fajai cserjékre és fák törzseire kúszva élnek. Légzőgyökerekkel kapaszkodnak. Az élőhelyeiken nagy állományokat alkotnak, így könnyen észrevehetők.
A szóban forgó növénynemzetség néhány faját, akarva - nem akarva, az ember betelepítette Afrikába, Ázsiába, Ausztráliába és néhány csendes-óceáni szigetre.

## Fordítás
- Ez a szócikk részben vagy egészben  a   Philodendron című angol Wikipédia-szócikk ezen változatának fordításán alapul.  Az eredeti cikk szerkesztőit annak laptörténete sorolja fel. Ez a jelzés csupán a megfogalmazás eredetét és a szerzői jogokat jelzi, nem szolgál a cikkben szereplő információk forrásmegjelöléseként.